# Encyclia pachyantha
Encyclia pachyantha är en orkidéart som först beskrevs av John Lindley, och fick sitt nu gällande namn av Frederico Carlos Hoehne. Encyclia pachyantha ingår i släktet Encyclia och familjen orkidéer. Inga underarter finns listade i Catalogue of Life.